# معرض لايبزغ

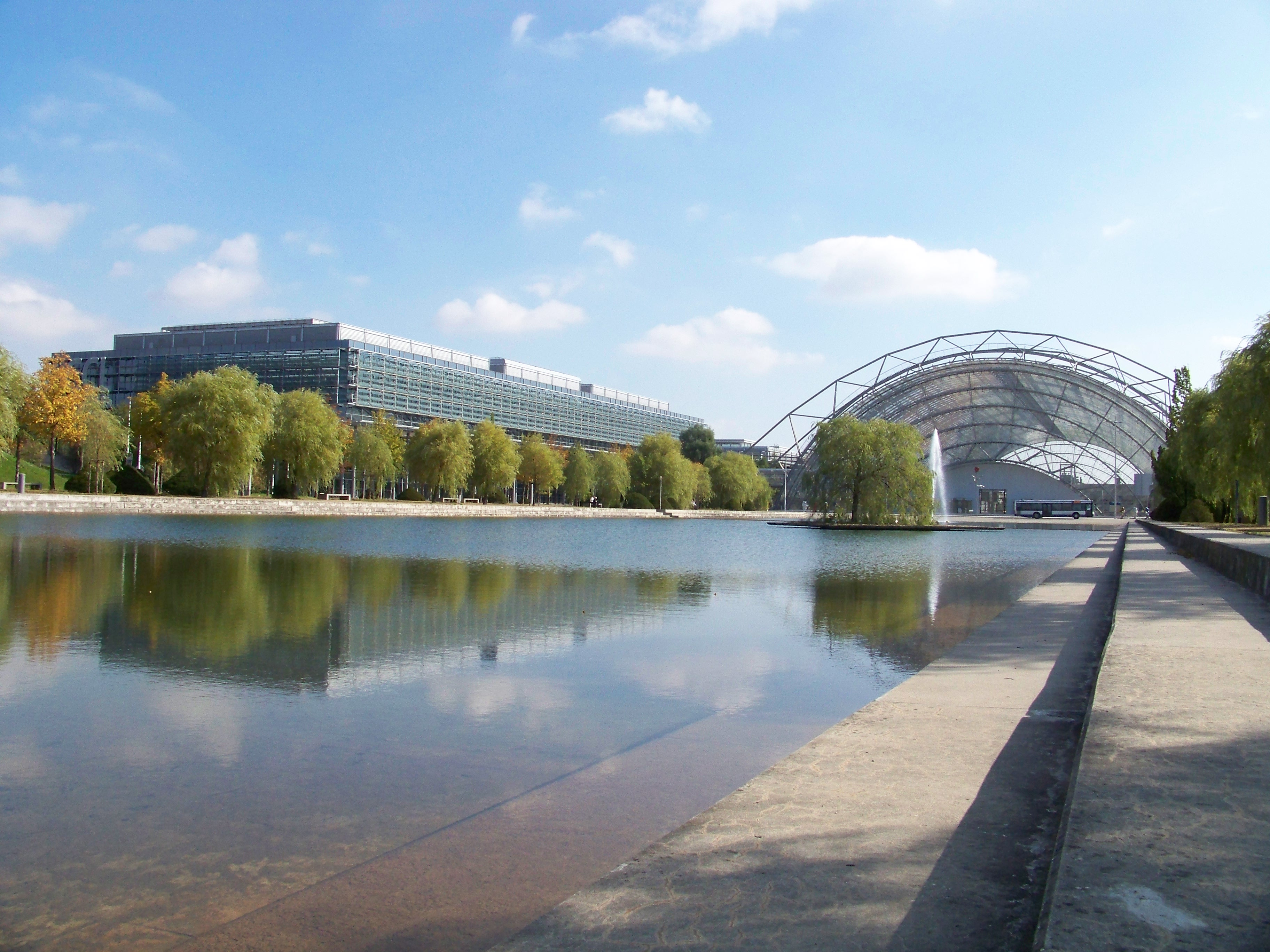

يعتبر معرض لايبزغ (بالألمانية: Leipziger Messe)‏ نظرا لنشاطه منذ أكثر من 800 سنة واحدا من أقدم المعارض في العالم، واليوم يُعير اهتمامه خاصة لأسواق أوروبا الوسطى والشّرقيّة. بما أنه ثاني أكبر معرض للكتاب في ألمانيا يلتقي فيه المؤلّفون والقرّاء أثناء مهرجان الأدب «لايبزغغ تقرأ»، وتتغير أرضه لتصبح مكانا فنيا من خلال مشروع «الفن داخل المعرض» (Kunst in der Messe).

## الروابط الخارجية
- الموقع الرسمي للمعرض
- صورة فضائية للمعرض